# 名古屋市立東港中学校
名古屋市立東港中学校（なごやしりつとうこうちゅうがっこう）とは、愛知県名古屋市港区港楽一丁目にある公立中学校。

## 概要
周りを、幹線道路が通っており、また、名古屋高速4号東海線が校地に隣接している。そのため、校舎の全教室には空調設備が完備されている。また、地震に強い構造設計のため柱が多く、8の字構造をしている。
部活は特に吹奏楽部がここ近年有名である。2008年には朝日新聞社主催「第21回全日本マーチングコンテスト」全国大会に初出場した。2009年朝日新聞社主催「第57回全日本吹奏楽コンクール」全国大会（東京・普門館）に初出場し銀賞受賞。同年、2年連続出場となる朝日新聞社主催「第22回全日本マーチングコンテスト」全国大会では出場2年目で「金賞」受賞と快挙を達成。2010年では3年連続出場となる朝日新聞社主催「第23回全日本マーチングコンテスト」全国大会に出場し「銀賞」を受賞。第65回東海吹奏楽コンクールでは「金賞」を受賞。第52中部日本吹奏楽コンクール本大会では2年連続となる「優勝」を受賞している。

## 校章
1947年（昭和22年）の秋、在校生から校章の図案を募集し、300あまりの応募があり、校章候補を数点に絞った後、この校章が決まった。
校章の図案そのものは、帆と船によって「東中」を表している。

## 歴史

### 生徒数の変遷
『愛知県小中学校誌』（2018年）によると、生徒数の変遷は以下の通りである。
| 1947年（昭和22年） | 465人  |  |
| 1957年（昭和32年） | 1690人 |  |
| 1967年（昭和42年） | 1530人 |  |
| 1977年（昭和52年） | 1290人 |  |
| 1987年（昭和62年） | 793人  |  |
| 1997年（平成9年）  | 847人  |  |
| 2007年（平成19年） | 694人  |  |
| 2017年（平成29年） | 566人  |  |

## 通学区域
当校には名古屋市立東築地小学校・名古屋市立西築地小学校・名古屋市立港楽小学校の各小学校区内に在住する生徒が通う（私立中学進学者等を除く）。
1963年（昭和38年）9月3日より、東港中の生徒向けの「スクール電車」が仕立てられ、木場町・東築地町・大江町・昭和町・潮見町在住の生徒がそれを利用して通学したという。電車は2両編成のボギー車で、7時50分に昭和町停留所を出発し、竜宮町停留所を経て、学校最寄りの港楽町停留所まで運行された。帰りは1時20分に港楽町停留所を出発し、昭和町停留所まで運行されたという。定期代が1ヶ月350円と記録されている。

## 所在地
- 愛知県名古屋市港区港楽1-7-16

## 著名な卒業生
- 新田谷凜 - フィギュアスケート選手
- 松田悠良 - フィギュアスケート選手
- 山本草太 - フィギュアスケート選手

## 交通アクセス
- 名古屋市営地下鉄名港線 港区役所駅が最寄り駅である[WEB 1]。

### WEB
1. ↑  名古屋市教育委員会事務局総務部企画経理課企画統計係 (2018年9月18日). “港区の小・中学校一覧”.   名古屋市. 2018年11月14日閲覧。

### 書籍
1. ↑  六三制教育七十周年記念 愛知県小中学校誌 合同記念誌編集特別委員会 2018, p. 244.
2. 1 2 3 4  名古屋市立小中学校長会 1988, p. 5.